# Thain
Dans l'œuvre de J. R. R. Tolkien, le Thain est l'un des personnages les plus importants des Hobbits de la Comté, avec le Maire de Grand'Cave. Il était le dirigeant de la Comté à partir de la fin du Royaume du Nord, jusqu'au retour du Roi. Le Thain est le maître de l'Assemblée de la Comté et Capitaine de la Hobbiterie sous les Armes. Comme les lois étaient toujours respectées et que rares furent les évènements exceptionnels, le titre était surtout honorifique.
Bucca du Maresque, le premier Thain, est choisi par les chefs de la Comté en 1979 T.A. pour suppléer à la disparition du royaume d'Arthedain, survenue cinq ans plus tôt. La Thanerie se transmet dans la famille Vieilbouc jusqu'en 2340 T.A., année durant laquelle Gorhendad Vieilbouc s'expatrie à l'est du Baranduin, fondant Château-Brande et le Pays de Bouc. La Thanerie passe alors à la famille Touque. En 14 Q.A., lors de l'accession de Peregrin Touque, le Thain devient Conseiller du roi d'Arnor.

## Liste des Thains de la Comté

### Famille Vieilbouc

#### Bucca du Maresque
Premier Thain, élu en l'an 379 du Comput de la Comté (C.C.).

#### Gorhendad Vieilbouc
Douzième et dernier Thain de la famille Vieilbouc. En 740, il franchit le Brandevin et fonde Château-Brande, premier établissement du Pays de Bouc. Il renomme également sa famille Brandebouc.

### Famille Touque

#### IsumbrasIer
Treizième Thain, et premier de la famille Touque, il succède à Gorhendad Vieilbouc.

#### Isengrim II
Dixième Thain de la famille Touque (1020 - 1122 C.C.).

#### Isumbras III
Onzième Thain de la famille Touque (1066 - 1159 C.C.). Il est le père du fameux Bandobras Touque, dit « le Taureau Mugissant ».

#### Ferumbras II
Douzième Thain de la famille Touque (1101 - 1201 C.C.).

#### FortinbrasIer
Treizième Thain de la famille Touque (1145 - 1248 C.C.).

#### Gerontius
Quatorzième Thain de la famille Touque (1190 - 1320 C.C.), resté célèbre pour son impressionnante longévité, qui lui valut son surnom de Vieux Touque, et ses douze enfants.

#### Isengrim III
Quinzième Thain de la famille Touque (1232 - 1330 C.C.). Mort sans enfants.

#### Isumbras IV
Seizième Thain de la famille Touque (1238 - 1339 C.C.). Frère d'Isengrim III.

#### Fortinbras II
Dix-septième Thain de la famille Touque (1278 - 1380 C.C.). Époux de Lalia Suspargile (1283 - 1402 C.C.).

#### Ferumbras III
Dix-huitième Thain de la famille Touque (1316 - 1415 C.C.). Non marié à cause du caractère difficile de sa mère, qui est la véritable maîtresse de la famille jusqu'à sa mort, en 1402 C.C. En conséquence, mort sans enfants.

#### Paladin II
Dix-neuvième Thain de la famille Touque (1333 - 1434 C.C.). Petit-fils d'Hildigrim Touque, frère cadet d'Isumbras IV.

#### PeregrinIer
Vingtième Thain de la famille Touque (1390 - ap. 1484 C.C.), célèbre pour sa participation à la guerre de l'Anneau et ses liens avec le Gondor et son roi, Aragorn II.

#### FaramirIer
Vingt-et-unième Thain de la famille Touque (1430 - ? C.C.). Fils de Peregrin et de Diamond de Long Cleeve. En 1463, épouse Boucles-d'Or, fille de Samsagace Gamegie.